# Eduardo Martínez

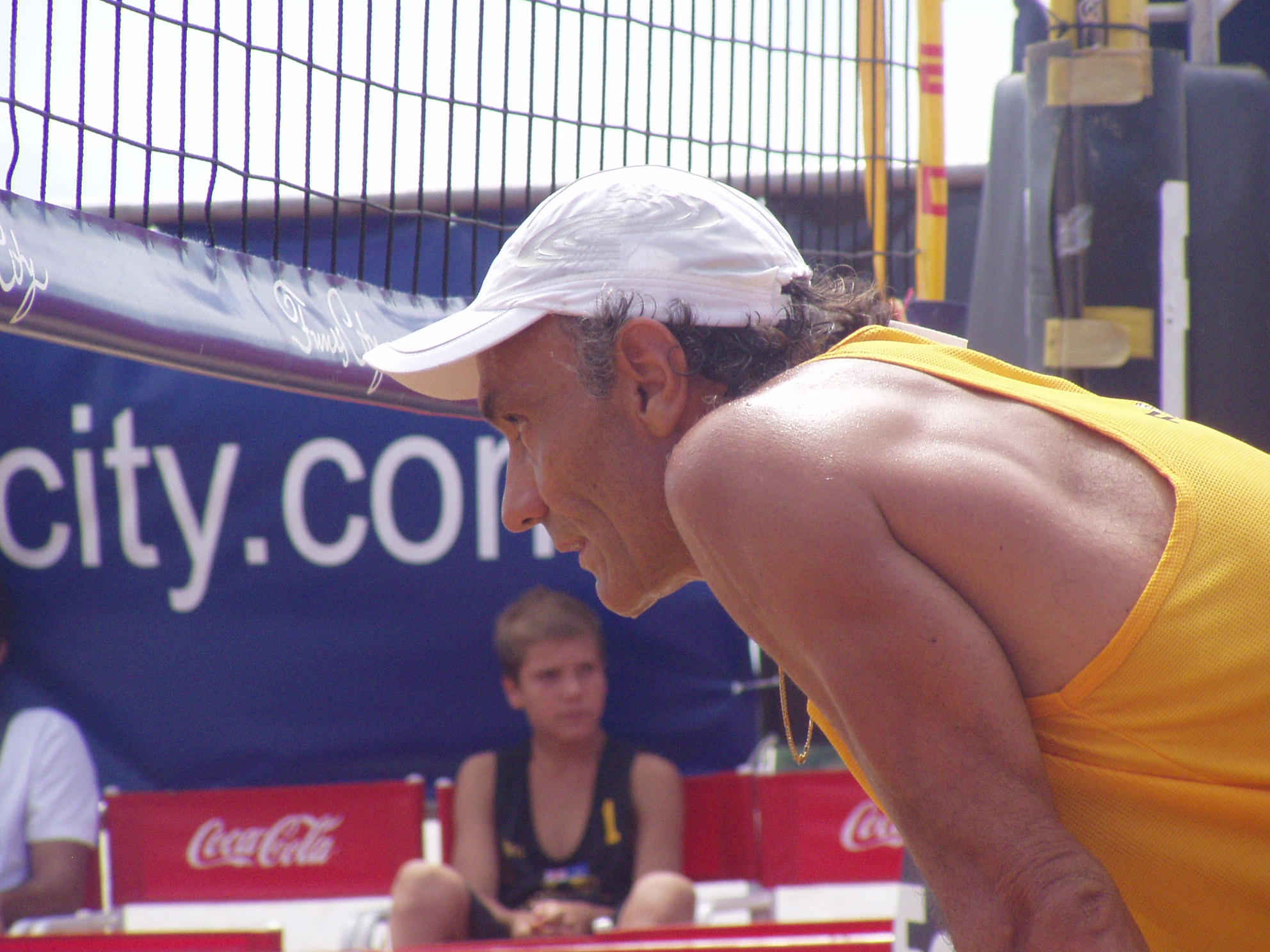
Eduardo Martínez

Eduardo Esteban Martínez (Necochea, 25 de setembro de 1961) é um ex-jogador de voleibol da Argentina que competiu nos Jogos Olímpicos de 1984, 1988, 1996 e 2000.
Em 1984, ele participou de seis jogos e o time argentino finalizou na sexta colocação na competição olímpica. Quatro anos depois, ele fez parte da equipe argentina que conquistou a medalha de bronze no torneio olímpico de 1988, no qual atuou em sete partidas. Martínez começou sua carreira como jogador de vôlei de praia na década de 1990 e participou ao lado de Martín Conde das edições olímpicas de 1996 e 2000, terminando em décimo terceiro e nono nos campeonatos, respectivamente.